# 4643 Сіснерос
4643 Сіснерос (4643 Cisneros) — астероїд головного поясу, відкритий 23 серпня 1990 року.
Тіссеранів параметр щодо Юпітера — 3,522.